# Bruno Henrique de Sousa
Bruno Henrique de Sousa (sinh ngày 25 tháng 10 năm 1992) là một cầu thủ bóng đá chuyên nghiệp người Brasil đang chơi ở vị trí tiền đạo.

## Sự nghiệp
Bruno Henrique bắt đầu sự nghiệp bóng đá tại câu lạc bộ Goiás và có trận đấu chuyên nghiệp đầu tiên khi ra sân cho đội Rio Branco vào tháng 3 năm 2014 trong trận hòa 0–0 với Coritiba.
Sau đó, anh có thời gian chơi bóng ở nhiều quốc gia như Thái Lan, Bồ Đào Nha và Moldova trước khi đến Việt Nam khoác áo tân binh V.League 1 Hồng Lĩnh Hà Tĩnh tại mùa giải 2020. Mùa giải đầu tiên thi đấu ở Việt Nam, Henrique có 21 lần ra sân và ghi được 11 bàn thắng tính trên mọi đấu trường.
Ngày 28 tháng 12 năm 2020, Bruno Henrique chuyển sang thi đấu cho Sông Lam Nghệ An theo bản hợp đồng có thời hạn một năm cùng điều khoản tuỳ chọn gia hạn. Anh chính thức ra mắt đội bóng xứ Nghệ trong trận thua 0–1 trên sân của Sài Gòn vào ngày 30 tháng 1 năm 2021. Ngày 18 tháng 3, anh ghi bàn thắng duy nhất trong trận đấu gặp Than Quảng Ninh giúp đội nhà có chiến thắng đầu tiên của mùa giải. Trước khi mùa giải 2021 bị hủy do ảnh hưởng của đại dịch COVID-19, anh có 10 lần ra sân và ghi được 1 bàn thắng cho Sông Lam Nghệ An.
Tháng 7 năm 2022, Bruno gia nhập Hoàng Anh Gia Lai thi đấu ở giai đoạn 2 V.League 2022. Anh ra mắt đội bóng Phố Núi khi vào sân thay người trong trận đấu làm khách trên sân của Sài Gòn ngày 5 tháng 8. Bàn thắng đầu tiên của anh đến ở trận thua 1–2 trước Hà Nội vào ngày 14 tháng 8. Kết thúc mùa giải, anh có 3 bàn thắng sau 11 trận ra sân và không được HAGL gia hạn hợp đồng.